# دونالد شامبرز
دونالد شامبرز (بالإنجليزية: Donald Chambers)‏ هو كاتب غير روائي أسترالي، ولد في 12 يوليو 1935، وتوفي في 11 أكتوبر 2015.